# Koblenz-Südliche Vorstadt
Koblenz-Südliche Vorstadt ist ein Stadtteil von Koblenz. Er entstand ab 1890 im Zuge der südlichen Stadterweiterung nach Aufgabe der preußischen Stadtbefestigung. Heute ist der Stadtteil ein dichtes Wohngebiet, der am Fuße der Karthause und westlich der ehemaligen Rheininsel Oberwerth liegt. Er ist geprägt von der katholischen Pfarrkirche St. Josef, dem Hauptbahnhof und dem Evangelischen Stift St. Martin. Entlang des Rheinufers befindet sich der südliche Abschnitt der Rheinanlagen mit dem Kaiserin-Augusta-Denkmal.
Die Südliche Vorstadt wird im Rahmen der kleinräumigen Gliederung nach Empfehlung des Deutschen Städtetags aus statistischen Gründen in Mitte und Süd untergliedert.

## Geographie
Die Südliche Vorstadt liegt östlich der Karthause, die auf einem Bergrücken liegt, der den nördlichsten Ausläufer des Hunsrücks bildet. Direkt vor diesem Abhang verläuft in Nord-Süd-Richtung die linke Rheinstrecke. Im Norden wird der Stadtteil vom Friedrich-Ebert-Ring, der die Grenze zur Altstadt bildet und im Osten vom Rhein begrenzt. Im Süden liegt der Laubach, der bis zur Eingemeindung von Stolzenfels 1969 das Stadtgebiet abschloss.

## Geschichte

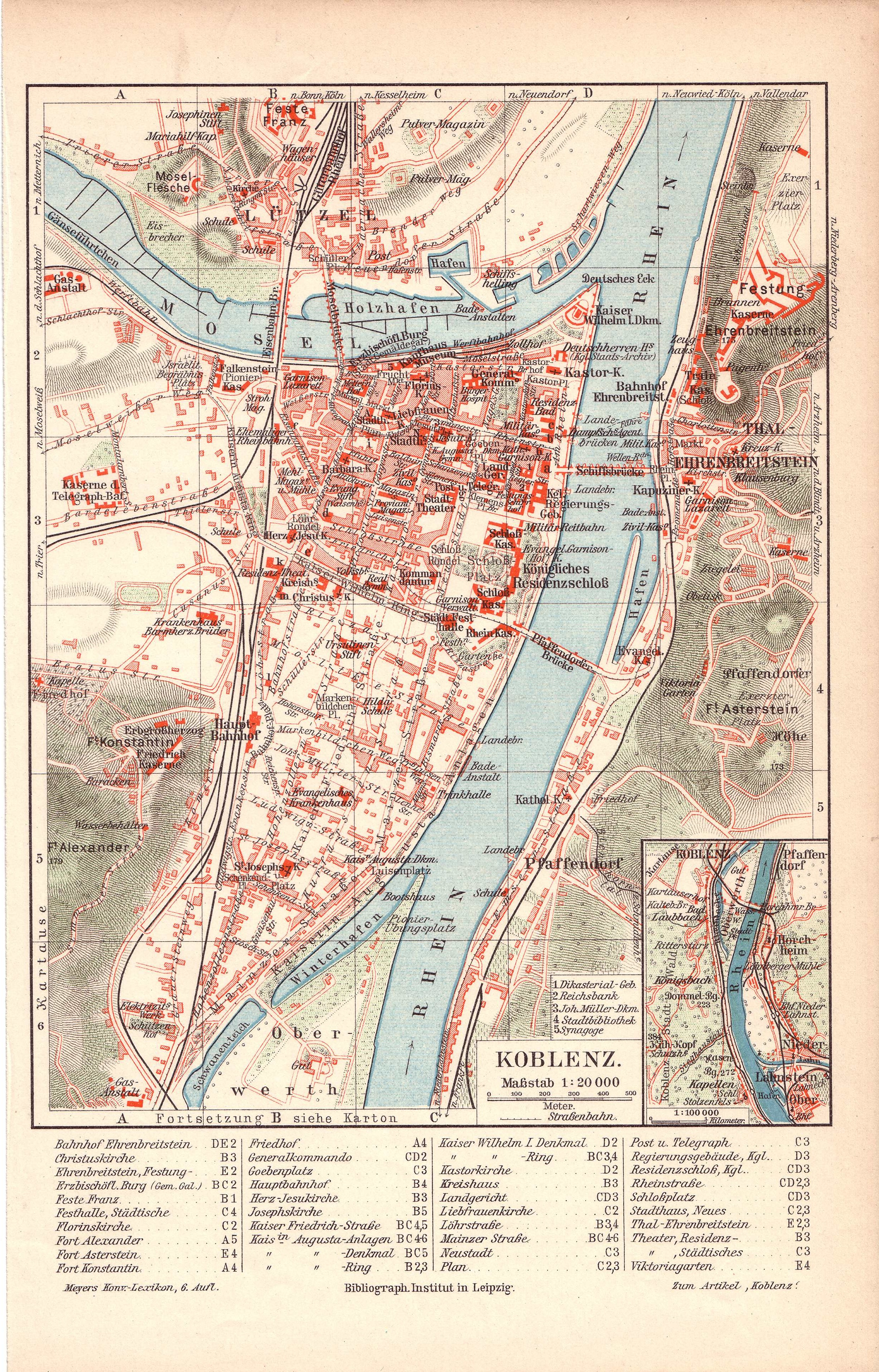
Stadtplan von 1905

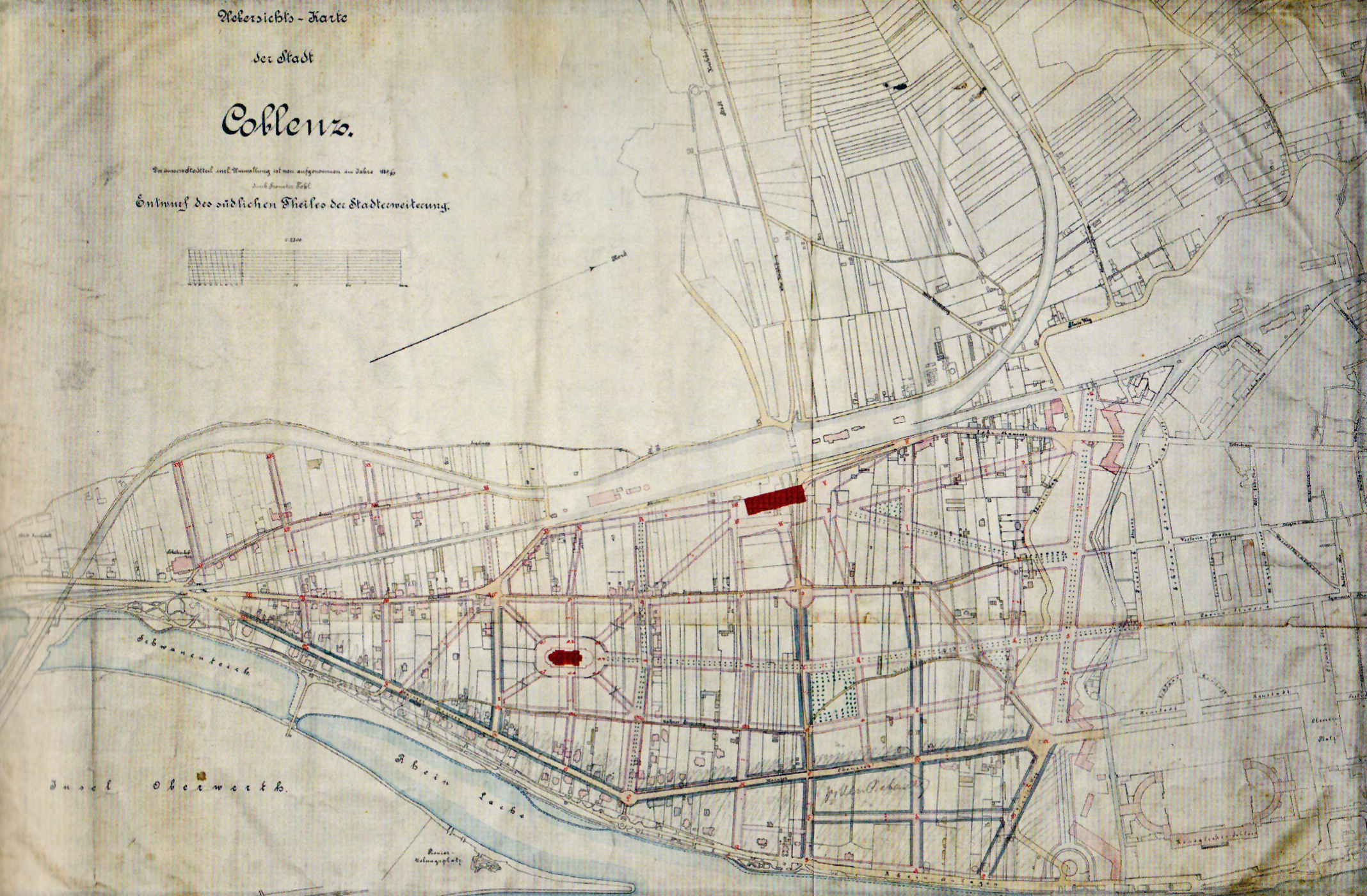
Der aus dem Stübben-Vorschlag überarbeitete Plan zur Südlichen Vorstadt von 1889/1890

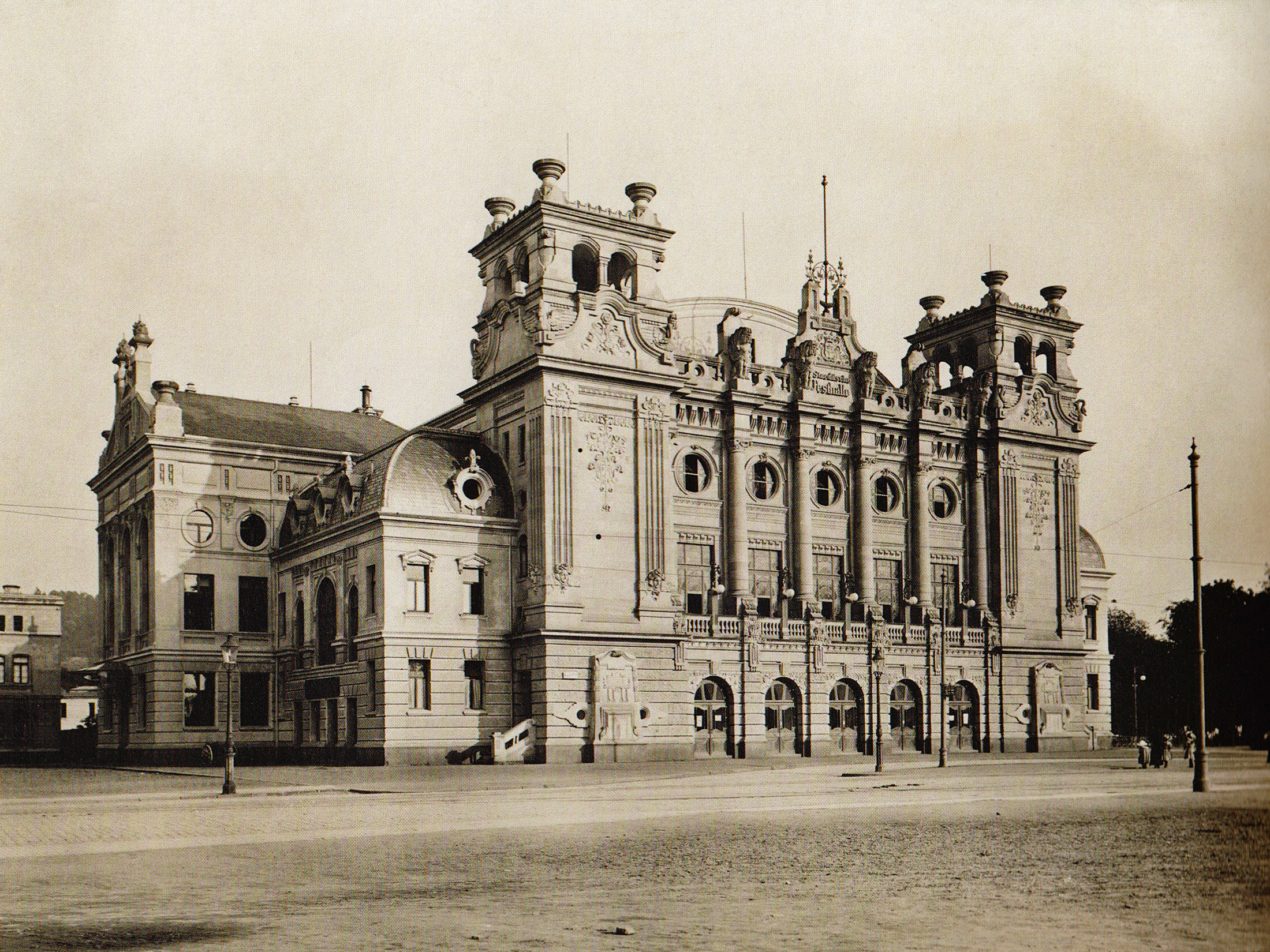
Die Städtische Festhalle 1903

Nach Übernahme von Koblenz 1816 durch Preußen wurde die Stadt stark befestigt. Mit Bau der Festung Koblenz entstand die Stadtbefestigung neu. Ein mächtiger die Stadt umgebender Wall verlief entlang der heutigen Straßen Moselring und Friedrich-Ebert-Ring. Auch nach der Reichsgründung von 1871 und einem erheblichen Bevölkerungswachstum konnte das Siedlungsgebiet nicht, wie in anderen deutschen Städten, erweitert werden. Grund war die Baubeschränkung aufgrund der Vorgaben des von Preußen initiierte Reichsrayongesetzes. Innerhalb des 1. Rayons bis 600 m vor den Wällen war das Bauen gänzlich verboten und im 2. Rayon (die nächsten 375 m) durften nur leicht zu zerstörende niedrige Fachwerkhäuser gebaut werden.
Im 17. und 18. Jahrhundert befanden sich im Gebiet der heutigen Südlichen Vorstadt einige Gartenanlagen und Mühlen. Aus einer dieser Mühlen am Laubach entstand 1840–1843 die Kaltwasserheilanstalt Bad Laubach sowie 1847–1848 für die Kurgäste die heute noch bestehende Dreifaltigkeitskapelle.
An der heutigen Kreuzung Markenbildchenweg/Hohenzollernstraße wurde am 2. Juli 1851 die Markenbildchen-Kapelle eingeweiht. Nach der Kriegszerstörung 1944 wurde das dort aufgestellte um 1720 geschaffene Gnadenbild in die Pfarrkirche St. Josef gebracht. Mit Verlängerung der linken Rheinstrecke 1859 von Koblenz nach Bingerbrück und der Eröffnung der Moselstrecke 1879 entstand im gleichen Jahr etwas nördlich des heutigen Hauptbahnhofs gelegen ein Güterbahnhof (Moselbahnhof). Seit Bau der Horchheimer Eisenbahnbrücke 1876–1878 bestand im südlichen Bereich auch eine Anbindung über die damalige Rheininsel Oberwerth zur rechten Rheinstrecke. Das Rheinufer zwischen Oberwerth und dem Kurfürstlichen Schloss ließ die preußische Prinzessin Augusta 1856–1861 zu einem Landschaftsgarten gestaltete, die 1891 nach ihr benannten Kaiserin-Augusta-Anlagen.
Das frühe Straßennetz des 19. Jahrhunderts war Grundlage für die spätere Bebauung der Südlichen Vorstadt, die ab 1875 von der Stadt Koblenz angestrebt wurde. Für den 2. Rayon wurde dazu vom Kreisbaumeister Zweck ein Bebauungsplan erarbeitet, der am 22. Juni 1878 vom Stadtrat genehmigt wurde. Danach wurden viele der heutigen großen Straßen im Stadtteil angelegt. In den 1870er und 1880er Jahren entstanden im 2. Rayon und trotz Verbot, aber mit spezieller Genehmigung, sogar im 1. Rayon eine Reihe von Häusern. Die Festung Koblenz wurde ab 1886 als minderwichtig eingestuft. Mit Amtsantritt von Oberbürgermeister Emil Schüller im Jahr 1888 vertrat dieser nun vehement die Niederlegung der Stadtbefestigung bei der preußischen Regierung. Diese verfügte in einer Kabinettsorder vom 13. März 1890 die langersehnte Aufgabe der Stadtbefestigung und verkaufte das Areal an die Stadt. Kurz zuvor hatte die Stadt bereits den bedeutenden preußischen Städteplaner Josef Stübben mit der Erstellung eines Plans zur Stadterweiterung beauftragt. Sein Plan sah eine Erweiterung der Stadt Koblenz nach Westen (Goldgrube, Rauental) und nach Süden (Südliche Vorstadt) hin vor. Große Teile seines Plans, vor allem die großzügigen Verkehrsachsen im Westen, wurden aber nicht umgesetzt. Bereits ein Jahr später wurde er von Otto Theodor Amandus Fohl (1834–1897) überarbeitet und durch seinen vereinfachten Plan, die „Übersichts-Karte der Stadt Coblenz – Entwurf des südlichen Theils der Stadterweiterung“ (siehe Plan von 1889/1890), ersetzt. Danach kaufte die Stadt bis 1896 das ehemalige Militärgelände der Stadtbefestigung auf.
Nach dem Abriss der preußischen Stadtbefestigung entstanden an Stelle des Walls zwei große Ringe, der Kaiserin-Augusta-Ring (heute Moselring) und der Kaiser-Wilhelm-Ring (heute Friedrich-Ebert-Ring). Direkt am ehemaligen Löhrtor wurde von 1900 bis 1903 nach Plänen des späteren Mainzer Dombaumeisters Ludwig Becker die katholische Herz-Jesu-Kirche im neuromanischen Stil erbaut. Südlich des ehemaligen Walls wuchs rasch ein neues Siedlungsgebiet heran. Rund um die 1897 erbaute katholische St.-Josef-Kirche und dem ersten evangelischen Kirchenneubau der Stadt, der 1904 erbauten Christuskirche, entstanden schmuckvolle Bürgerhäuser der Gründerzeit. Entlang des Rheinufers bauten sich reiche Bürger repräsentative Villen. Auf dem Ostflügel des ehemaligen Mainzer Tors errichtete man 1898 bis 1901 die Städtische Festhalle. Der kleine Rheinbahnhof in der Fischelstraße wurde aufgegeben und in der neuen Südlichen Vorstadt entstand von 1899 bis 1902 nach Plänen von Fritz Klingholz anstelle des Moselbahnhofs ein prächtiger Hauptbahnhof. Als weitere wichtige Profanbauten entstanden die Oberpostdirektion (1905–1907) am Kaiser-Wilhelm-Ring sowie in der Bahnhofstraße die Polizeidirektion (1912–1913) und das Hauptgebäude der Kreissparkasse Koblenz (1912–1913).

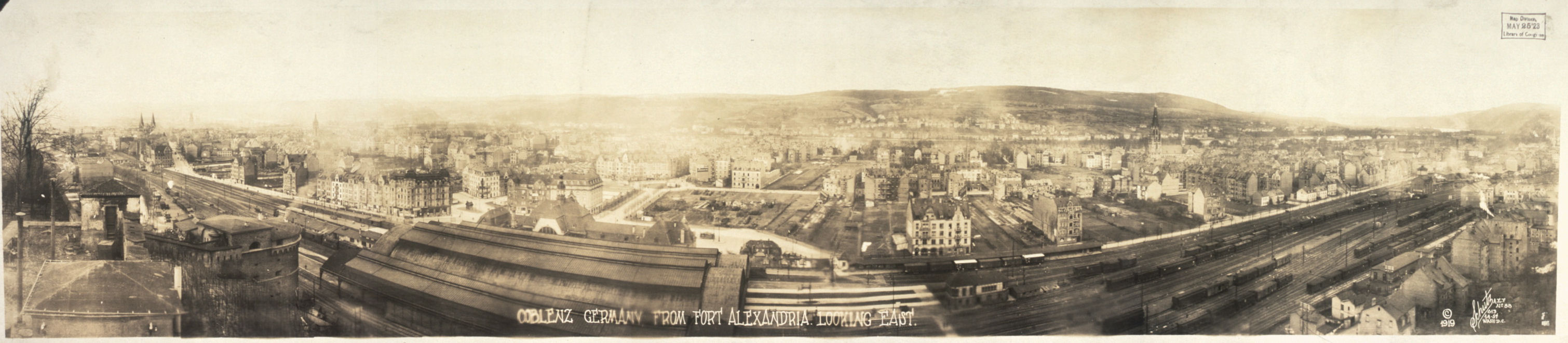
Die Südliche Vorstadt 1919, im Vordergrund der Hauptbahnhof

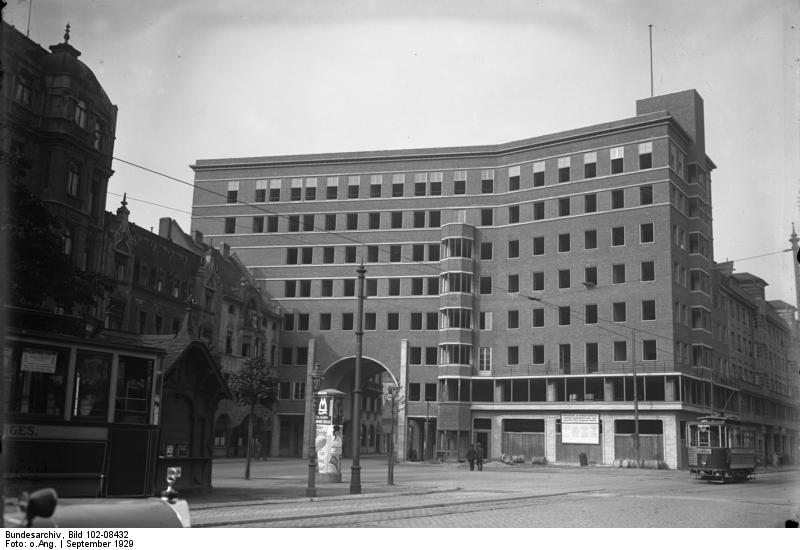
Das erste Hochhaus in Koblenz 1929, entstanden 1927–1928 am nordöstlichen Bahnhofsvorplatz

Bis zum Ersten Weltkrieg gab es aber nur in Teilbereichen eine dichte Bebauung. In den 1920er Jahren während der alliierten Rheinlandbesetzung und der dadurch entstandenen Wohnungsnot wurden weitere Wohnbauten errichtet. Im Jahr 1924 fand ein Wettbewerb zur Neugestaltung des nordöstlichen Bahnhofsvorplatzes statt. Dazu entstand 1927–1928 das erste Hochhaus der Stadt, in dem heute das technische Rathaus (Hoch- und Tiefbauamt) untergebracht ist. Im Jahr 1925 fand in Koblenz die Reichsausstellung Deutscher Wein statt. Dazu entstand zwischen der Städtischen Festhalle und den Rheinanlagen ein Veranstaltungsgelände mit dem bis heute (kleiner) erhaltenen Weindorf.
Im Zweiten Weltkrieg erlitt die Südliche Vorstadt bei den Luftangriffen auf Koblenz großflächige Zerstörungen. Viele der voran genannten Gebäude wurden dabei zerstört und nur noch vereinfacht oder gar nicht mehr wiederaufgebaut. Die Altsubstanz wurde in den 1950er Jahren teilweise durch großzügig angelegte Wohnanlagen für die französische Besatzungsarmee ausgetauscht. Die zerstörte Städtische Festhalle ersetzte man 1959–1962 wenige Meter dahinter durch die Rhein-Mosel-Halle. Danach konnte Anfang der 1960er Jahre die Pfaffendorfer Brücke kreuzungsfrei an den Friedrich-Ebert-Ring angeschlossen werden. In den 1970er und 1980er Jahren wurden viele Gebäude abgebrochen, die Opfer von Spekulationen geworden waren. Im Zuge des Ausbaus der B 9 mussten in den 1990er Jahren 29 Häuser entlang von Römer- und Karthäuserstraße abgebrochen werden. Der Bahnhofplatz wurde 1998–2000 komplett umgestaltet. Die Parkplätze wurden in eine Tiefgarage unter den Platz verlegt und auf dem Platz selbst entstand ein großzügiger Busbahnhof sowie ein Pavillon mit Geschäften. Bis 2005 wurde gleichzeitig das Bahnhofsgebäude umgebaut und modernisiert.

## Kultur und Sehenswürdigkeiten

### Kirchen und Klöster
- Katholische Pfarrkirche St. Josef
- Evangelische Christuskirche
- Dreifaltigkeitskapelle
- Ehemaliges Kloster der Schwestern vom Heiligen Geist
- Barockes Pestkreuz von 1669 in der oberen Löhrstraße

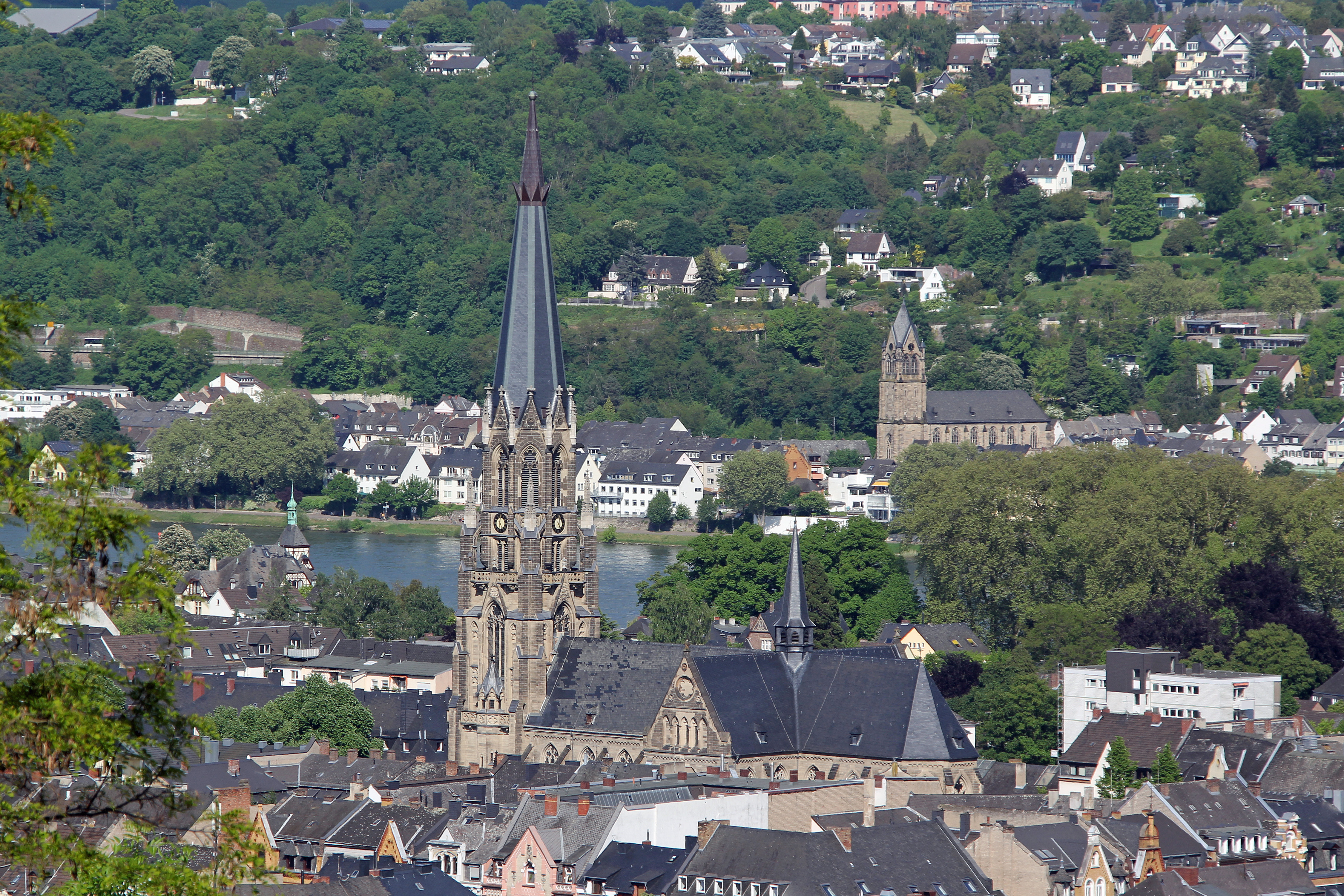
Katholische Pfarrkirche St. Josef
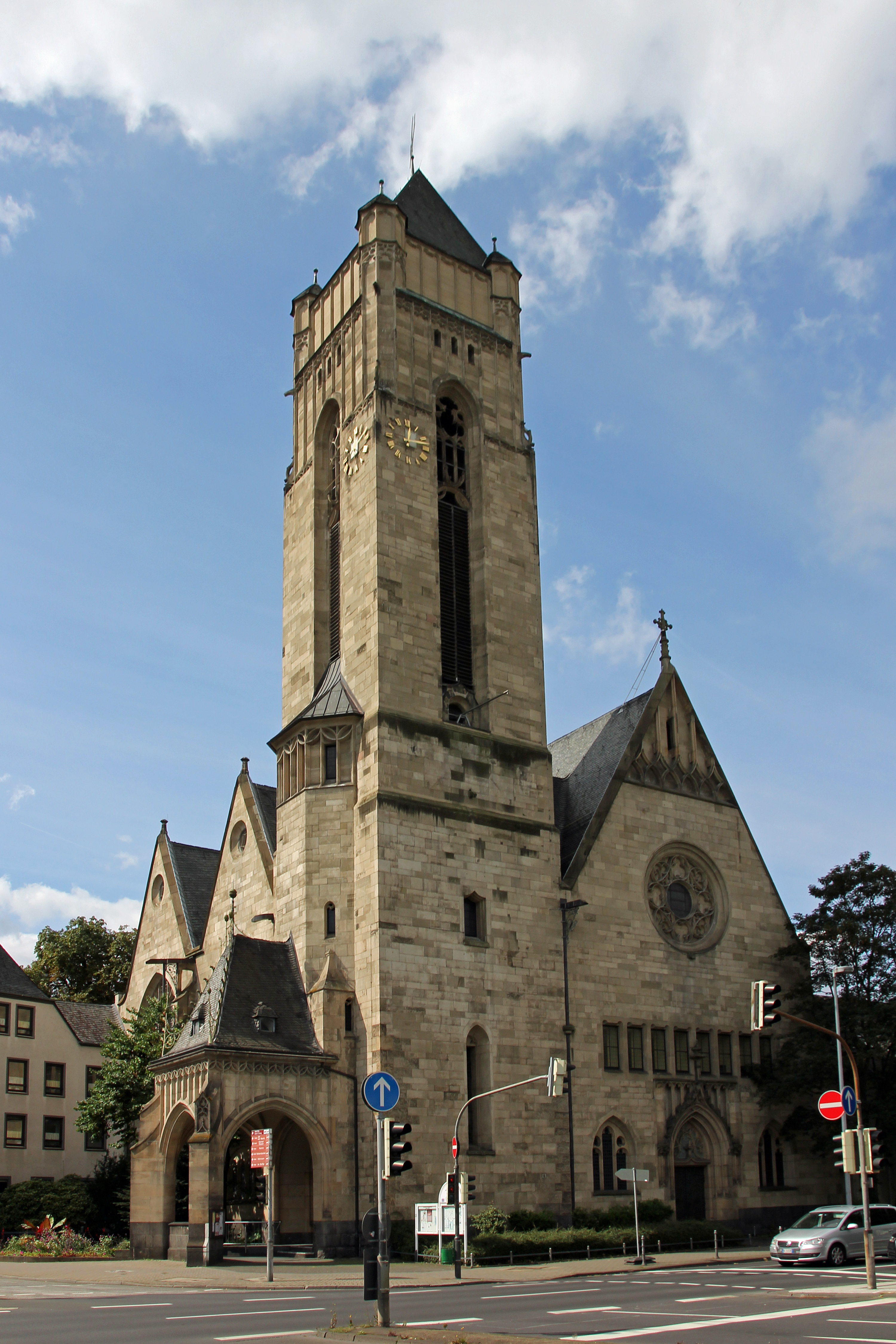
Evangelische Christuskirche
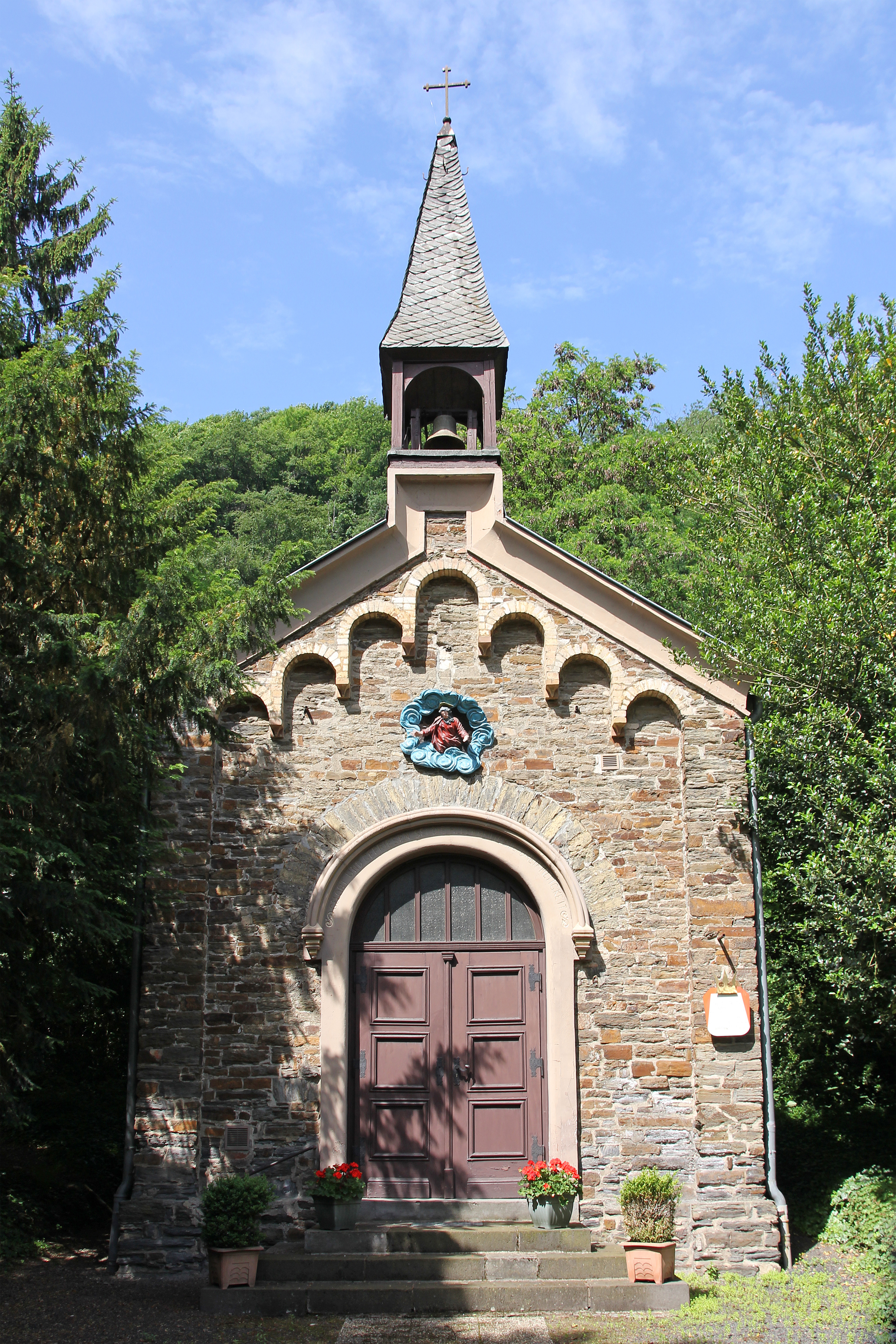
Dreifaltigkeitskapelle
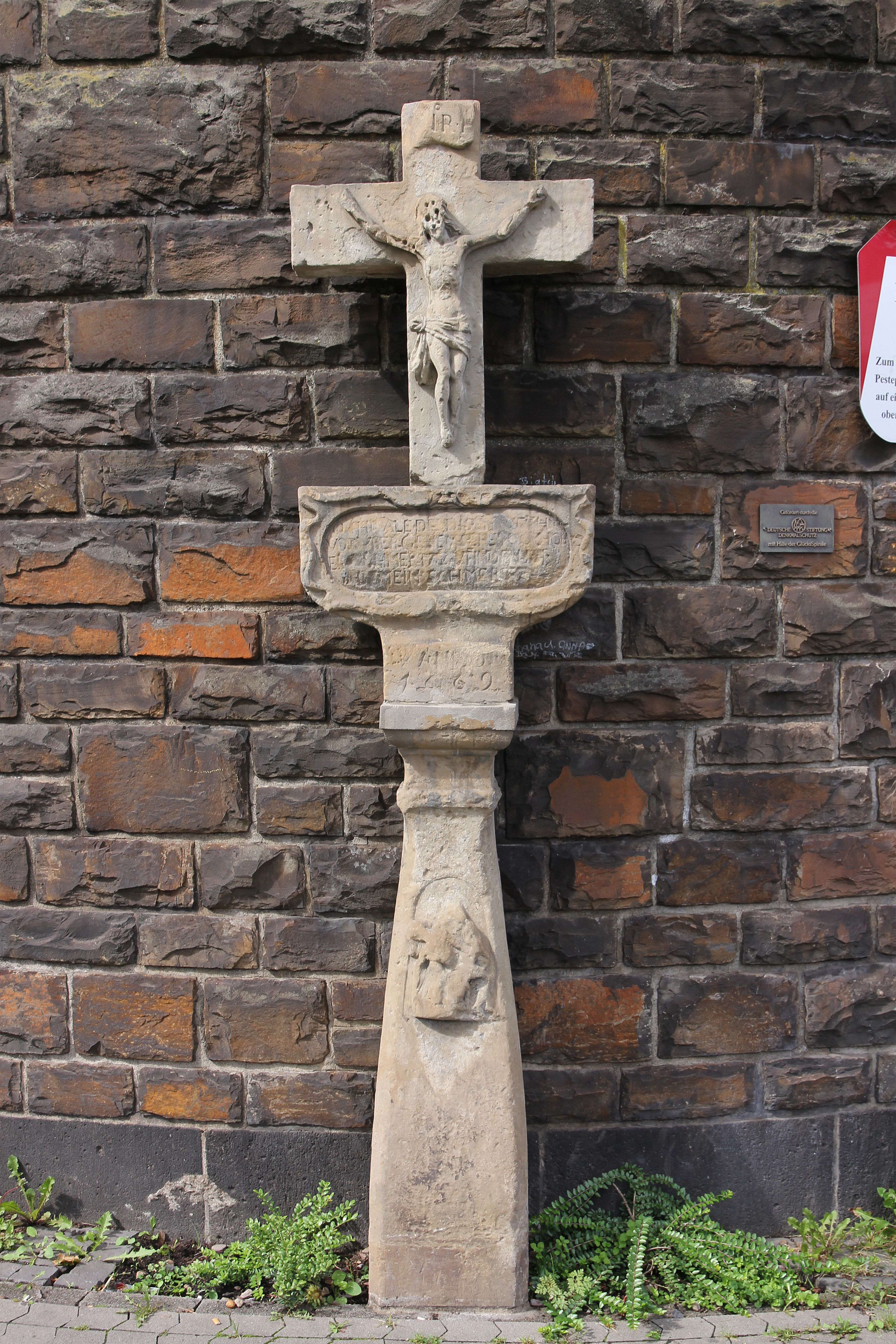
Pestkreuz von 1669

### Profanbauten
- Hauptbahnhof
- Die Rhein-Mosel-Halle ist der wichtigste Veranstaltungs- und Tagungsort der Stadt Koblenz. Sie entstand an Stelle der sich in unmittelbarer Nähe befindenden alten Städtischen Festhalle, die im Zweiten Weltkrieg zerstört wurde.
- In der oberen Löhrstraße befinden sich die einzigen verbliebenen Kinos der Innenstadt.
- Das Weindorf, der Weinbrunnen und die Königshalle in den Rheinanlagen.
- Das Behördenhochhaus (errichtet 1927–28) in der Bahnhofstraße.
- Repräsentative Bürgerhäuser in der Oberen Löhrstraße und im Markenbildchenweg.
- Das ehemalige Toto-Lotto-Haus am Bahnhofsplatz als markantes Beispiel der Architektur der 1950er Jahre.
- Preußischer Ganzmeilenstein in der Mainzer Straße.

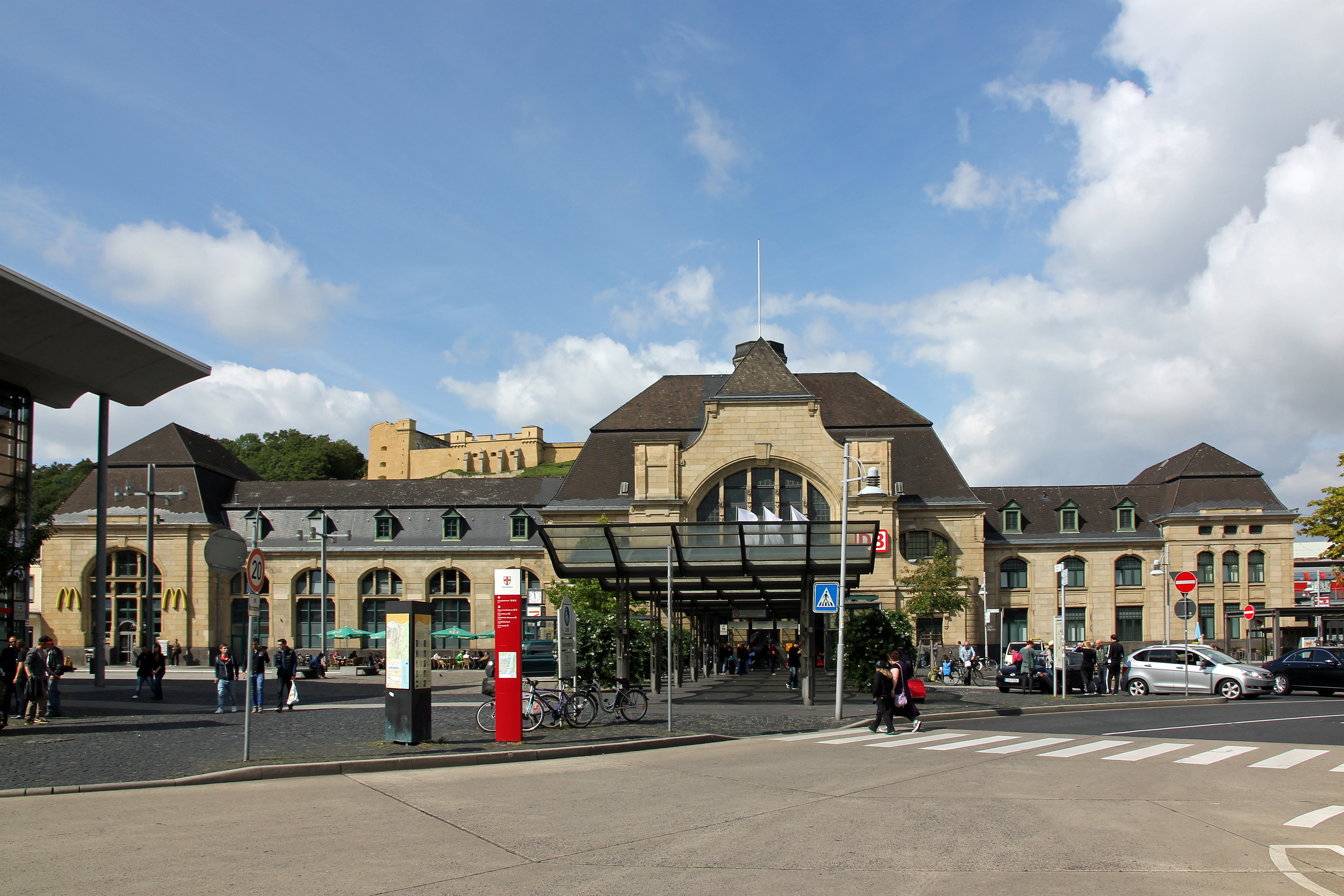
Koblenz Hauptbahnhof
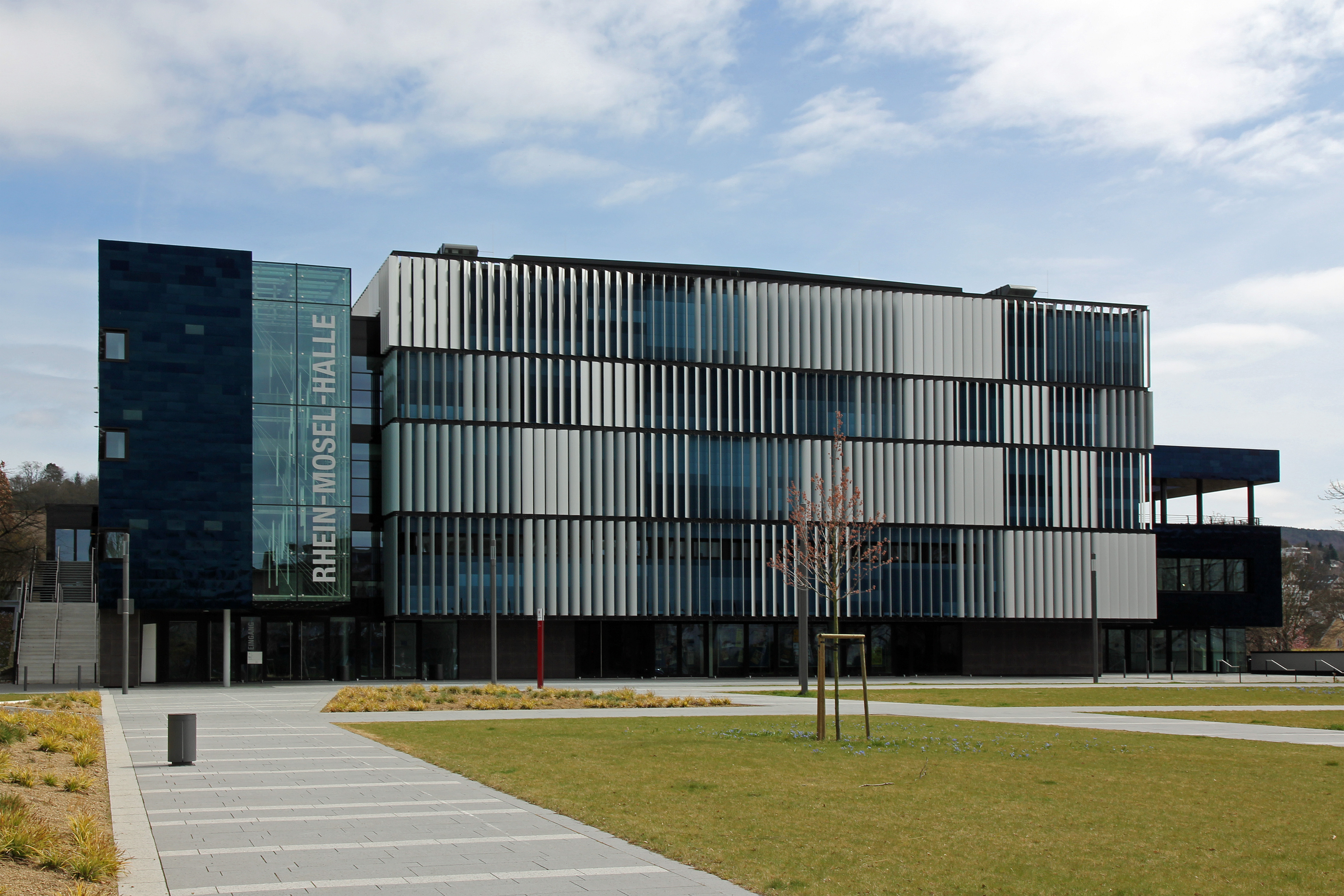
Rhein-Mosel-Halle
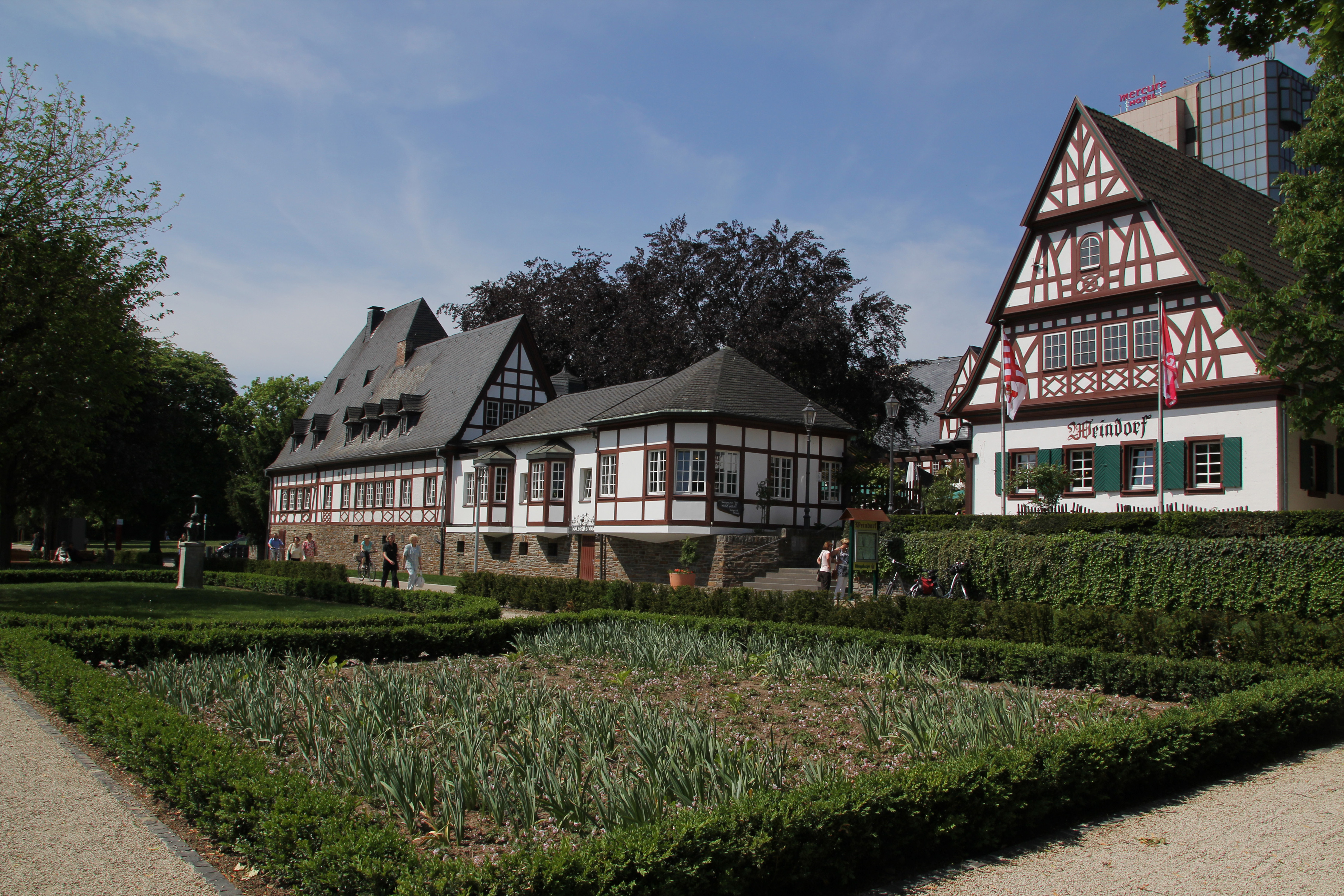
Weindorf in den Rheinanlagen
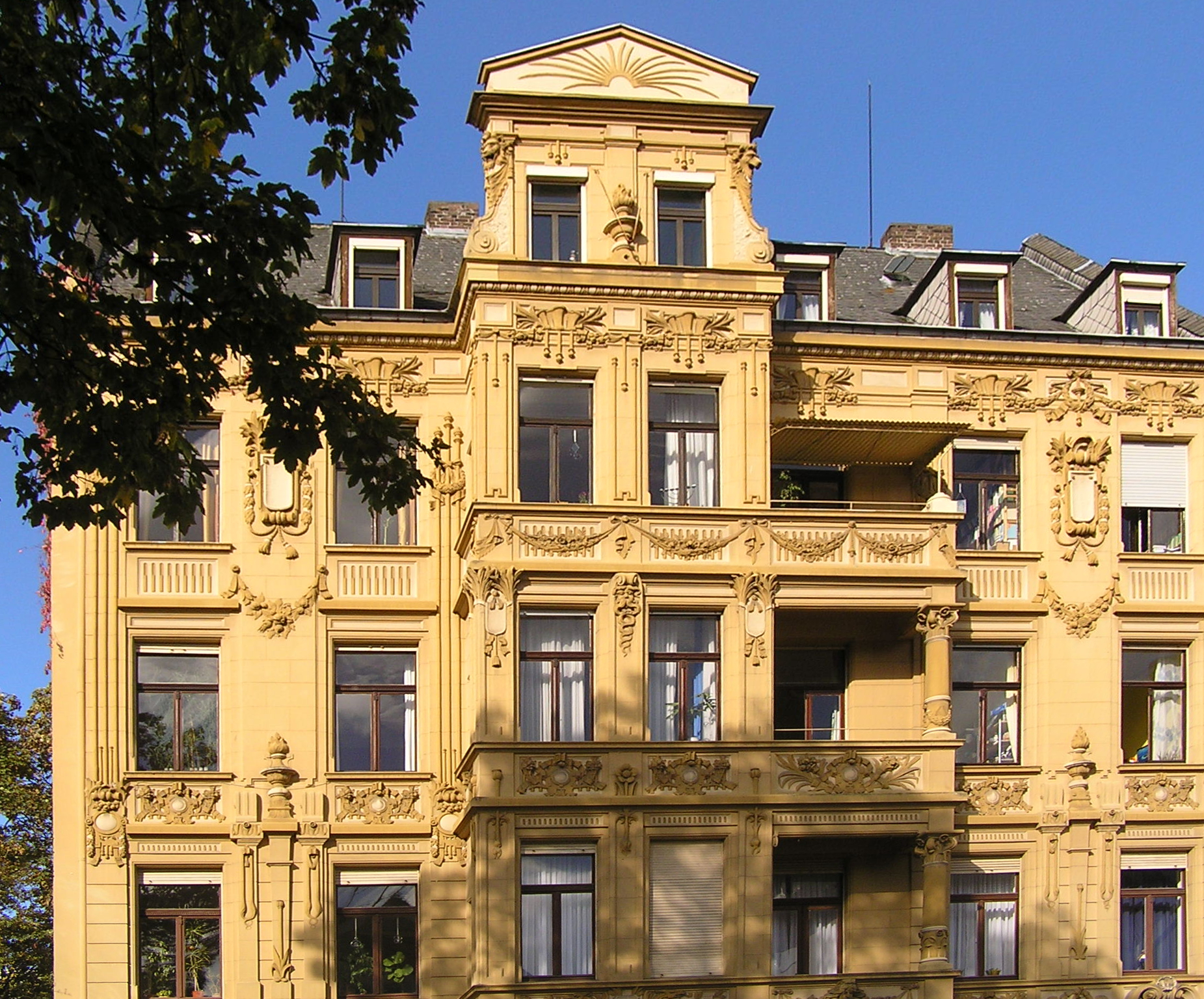
Großbürgerliches Zeilenwohnhaus in der Kurfürstenstraße

### Denkmäler

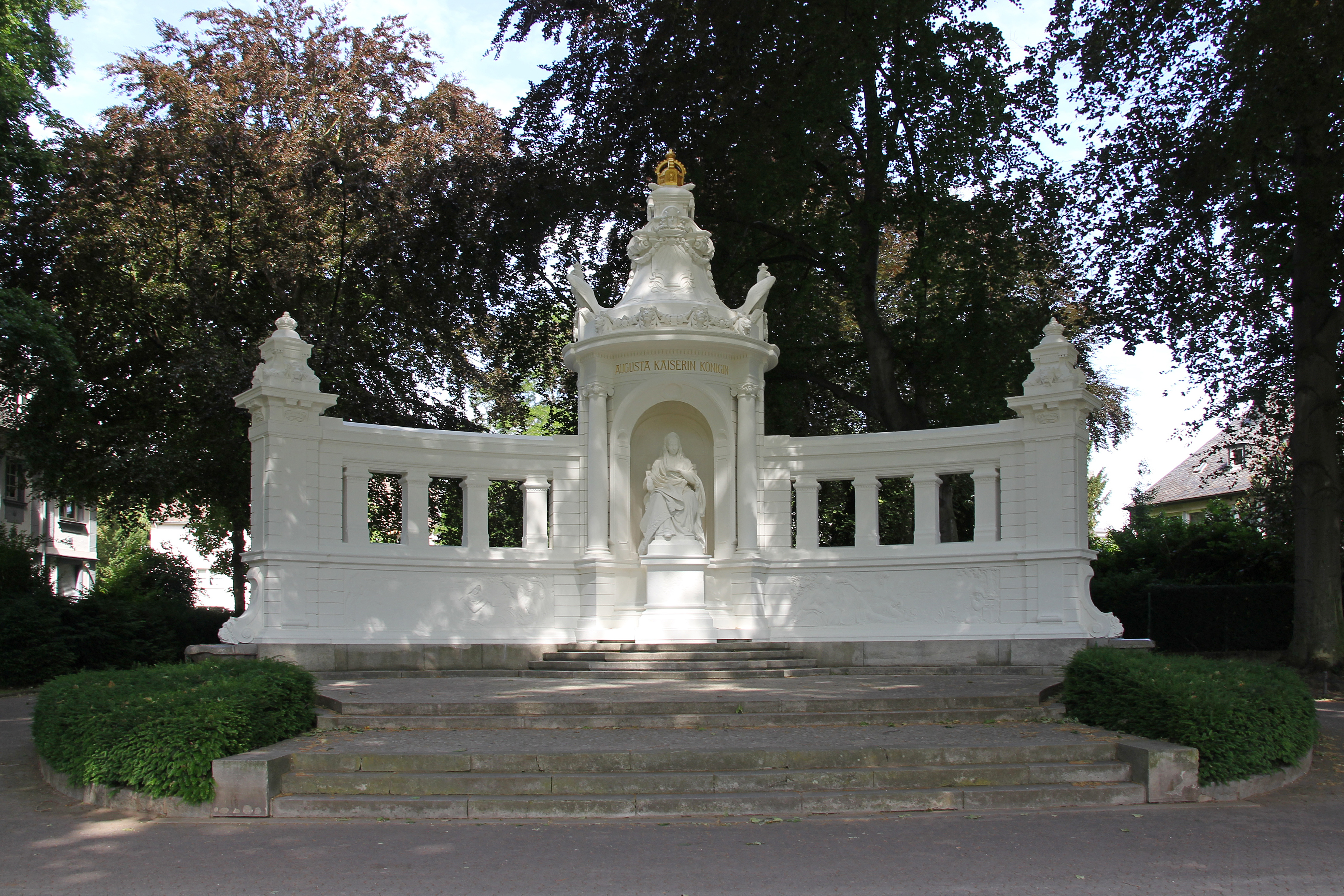
Das Kaiserin-Augusta-Denkmal in den Rheinanlagen

- Kaiserin-Augusta-Denkmal
- Denkmal für Fritz Michel

### Parks
- Die Kaiserin-Augusta-Anlagen als Teil der Rheinanlagen

## Verkehr
Der Stadtteil Südliche Vorstadt wird nördlich vom Friedrich-Ebert-Ring (B 49) begrenzt, der eine der Hauptverkehrsachsen der Stadt Koblenz ist. Weitere wichtige Verkehrswege Richtung Süden sind die Hohenzollernstraße und die Mainzer Straße. Westlich begrenzt wird der Stadtteil von der wichtigsten Nord-Süd-Achse der Stadt, der B 9. Direkt daneben verläuft die linke Rheinstrecke mit dem Koblenzer Hauptbahnhof. Am südlichen Ende in der Schützenstraße liegt der Betriebshof mit Verwaltungsgebäude der Koblenzer Verkehrsbetriebe GmbH (vormals evm Verkehrs GmbH beziehungsweise KEVAG), die den größten Teil des ÖPNVs in Koblenz betreibt.